# Alicia McCormack
Pour les articles homonymes, voir McCormack.
Alicia McCormack, née le 7 juin 1983 à Sydney, est une joueuse australienne de water-polo. 

## Palmarès
- Jeux olympiques d'été de 2012 à Londres
  -  médaille de bronze au tournoi olympique
- Jeux olympiques d'été de 2008 à Pékin
  -  médaille de bronze au tournoi olympique